# Rudolf Rocker
Rudolf Rocker (Magúncia, Alemanya, 25 de març de 1873 - Mohegan Colony, 19 de setembre de 1958) fou un escriptor, historiador i activista anarcosindicalista alemany. Es declarava a ell mateix «anarquista sense adjectius», Rocker creia que les escoles de pensament anarquista representen «només diferents mètodes d'economia» i que el primer objectiu per als anarquistes era «assegurar la llibertat personal i social dels homes».

### Biografia
Per la prematura mort dels seus pares es va criar en un orfenat catòlic. Membre en la seva joventut del Partit Social-Demòcrata, el seu suport al grup Die Jungen (Els Joves) i posicions ideològiques cada cop més properes a l'anarquisme provocaren la seva expulsió l'any 1890. A la presència a la Segona Internacional de Brussel·les l'any 1891 i a les contribucions en la premsa anarquista seguí la fugida d'Alemanya per la pressió policíaca l'any 1892. Va viure un parell d'anys a París i finalment s'instal·là a la Gran Bretanya l'any 1895 on, tot i ser un gentil, esdevingué la figura més respectada del moviment anarquista jueu en aquest país.
L'any 1914 Rudolf Rocker s'oposà a tots dos bàndols de la Primera Guerra Mundial el que provocà el seu internament com a enemic estranger. L'any 1918 va ser deportat als Països Baixos des d'on tornà a Alemanya, on va ser membre actiu del Freie Vereinigung Deutscher Gewerkschaften (Associació Lliure de Sindicats d'Alemanya) i fundador del Freie Arbeiter-Union Deutschlands (Sindicat Lliure del Treballadors d'Alemanya) i editor del seu periòdic Der Syndikalist. Usà la seva influència per oposar-se al suport anarquista a la revolució bolxevic després de l'any 1917, a la Plataforma Organitzacional l'any 1927, quan aquesta pretenia reformar el moviment anarquista en un partit polític, i liderà l'oposició llibertaria al creixent moviment nazi.
L'any 1933 Rocker deixà Alemanya de nou i es mudà als Estats Units on continuà treballant com a orador i escriptor acusant el feixisme i el comunisme. Un cop iniciada la Segona Guerra Mundial decidí fer costat als aliats. Rocker morí l'any 1958 a Mohegan, Maine (EUA).

### Magúncia

#### Primers anys
Rudolf Rocker era fill del litògraf Georg Philipp Rocker i la seva esposa Anna Margaretha (Naumann de soltera). Va ser el segon de tres fills i va néixer a Magúncia, Estat Popular de Hesse (actualment Renània-Palatinat), Alemanya el 25 de març de 1873. Aquesta catòlica, però no particularment devota, família tenia una tradició democràtica i antiprussiana que es remuntava a l'avi de Rocker, que va participar en la Revolució de 1848. El seu pare Georg Philipp va morir només quatre anys després del naixement de Rocker. Després d'això, la família només va aconseguir escapar de la pobresa, a través del suport massiu de la família de la seva mare. L'oncle i padrí de Rocker Carl Rudolf Naumann, durant molt de temps membre del Partit Socialdemòcrata (SPD), es va convertir en un substitut dels seus pares morts i un model a seguir, que va dirigir el desenvolupament intel·lectual del jove. Rocker disgustat pels mètodes autoritaris del seu mestre d'escola deia que aquest home era un "dèspota despietat". Va ser, per tant, un estudiant pobre. Quan tenia deu anys, la llar de Rocker es va tornar a reunir pel nou marit de la seva mare, Ludwig Baumgartner. però la seva mare va morir al febrer de 1877. Després que el seu padrastre es tornàs a casar-se poc després, Rocker va anar a parar a un orfenat.
Disgustat per l'obediència incondicional que exigia l'orfenat catòlic i atret per la perspectiva de l'aventura, Rocker va escapar de l'orfenat dues vegades. La primera vegada només es va passejar pel bosc prop de Magúncia amb ocasionals visites a la ciutat a buscar menjar i va ser recuperat tres nits més tard. La segona vegada, a l'edat de catorze anys i com a reacció a l'orfenat volia ser aprenent de llauner, va treballar com a aprenent a Colònia-Düsseldorf Dampfschiffahrtsgesellschaft. Li agradava sortir de la seva ciutat natal i viatjar a llocs com a Rotterdam. Després del seu retorn, va començar un aprenentatge per esdevenir tipògraf com el seu oncle Carl.

#### Activisme polític
| « | Els drets polítics no s'originen en els parlaments, que són, més aviat, obligats pels parlaments de fora, i àdhuc la seva promulgació com a llei per un llarg temps no és garantia de la seva seguretat. Igualment els empresaris sempre tracten d'anul·lar totes les concessions que han fet als laboristes tan aviat com se'ls hi dona una oportunitat, tan aviat com s'observa qualsevol signe de debilitat en les organitzacions de treballadors, de manera que els governs també estan sempre disposats a restringir o derogar totalment els drets i llibertats que s'han aconseguit si s'imaginen que la gent no oposarà resistència. Fins i tot en aquells països on coses com la llibertat de premsa, el dret de reunió, el dret d'associació i encare que hagin existit per molt de temps, els governs estan constantment tractant de restringir els drets o reinterpretar-los amb subtileses jurídiques. Els drets polítics no existeixen perquè han estat legalment establerts en un tros de paper, sinó només quan s'han encarnat en un hàbit del poble, i quan qualsevol intent de posar-los en perill es trobarà amb la resistència violenta de la població. Quan aquest no és el cas, no hi ha ajuda de cap oposició parlamentària o qualsevol apel·lació platònica a la Constitució. Rudolf Rocker, Anarcho-Syndicalism: Theory & Practice, 1947 | » |

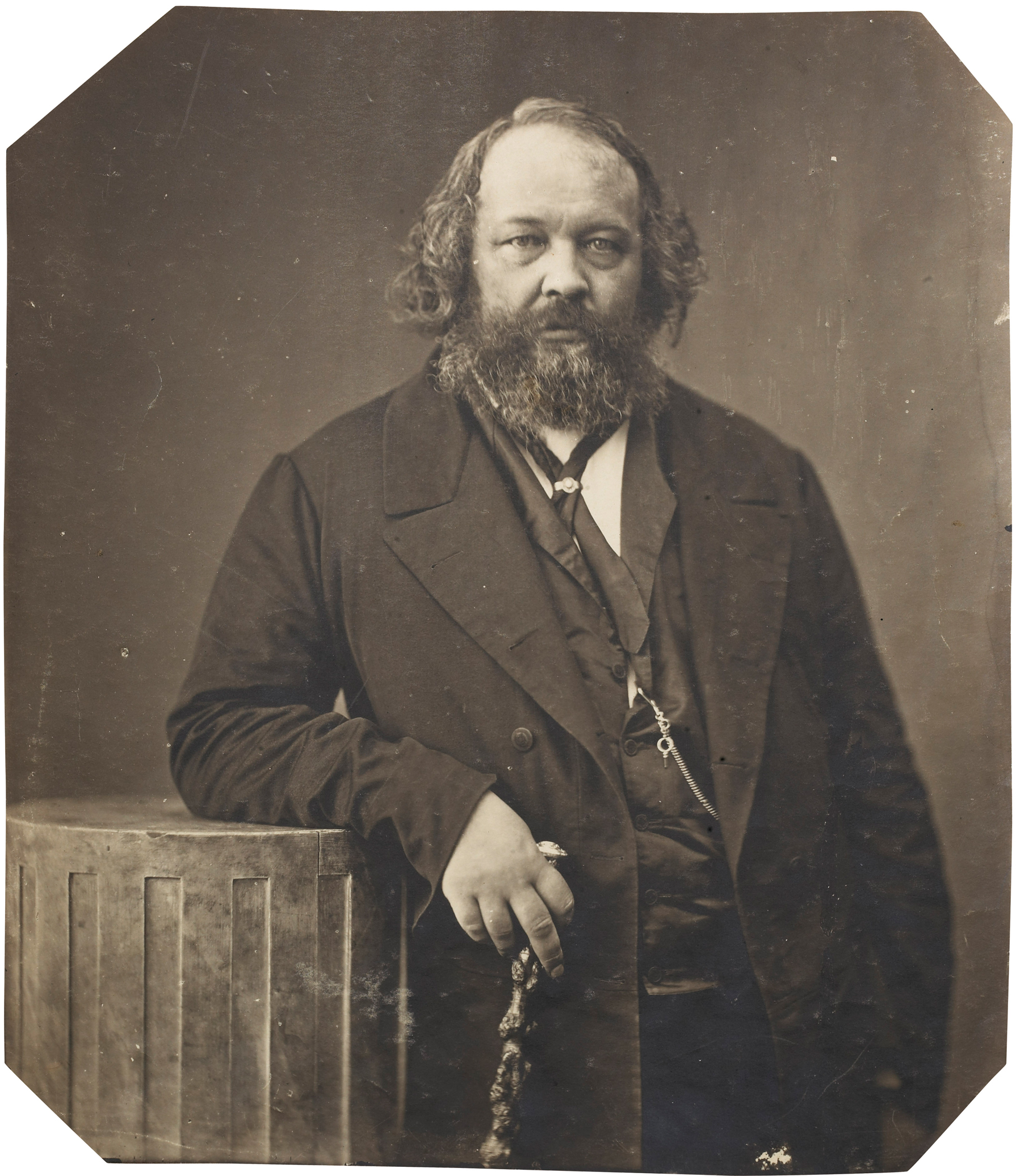
Mikhaïl Bakunin

Carl tenia una col·lecció important que consistia en literatura socialista de tots els colors. Rocker estava particularment impressionat pels escrits de Constantin Franz, federalista i opositor a l'Imperi Alemany Centralitzat de Bismarck, Eugen Dühring, un socialista anti-marxista, les teories del qual tenien alguns aspectes anarquistes, novel·les com les de Víctor Hugo Les Misérables i d'Edward Bellamy Looking Backward, així com la literatura socialista tradicional, com ara El Capital de Karl Marx i els escrits de Ferdinand Lasalle i August Bebel. Encara que era poc probable que Rocker hagués entès totes les implicacions polítiques i filosòfiques del que llegia, es va convertir en un socialista i regularment discutia les seves idees amb els altres. El seu empresari es va convertir en la primera persona que ell va convertir al socialisme.
Sota la influència del seu oncle, es va unir a l'SPD i es va convertir en activista en el sindicat de treballadors tipògrafs de Magúncia. Es va oferir com a voluntari a la campanya electoral de 1890, que va haver de ser organitzada en semi-clandestinitat a causa de la contínua repressió del govern, ajudant al candidat de l'SPD Franz Jöst a tornar a guanyar el càrrec al districte de Mainz-Oppenheim al Reichstag. Com que es va protestar molt l'elecció, importants figures del SPD com August Bebel, Wilhelm Liebknecht, Georg von Vollmar, i Paul Singer van visitar la ciutat per ajudar a Jöst i Rocker i van tenir l'oportunitat de veure'ls parlar.
El 1890, hi va haver un gran debat a l'SPD sobre les tàctiques que s'havien de seguir de l'aixecament de les lleis anti-socialistes. Es va desenvolupar una oposició de l'ala radical coneguda com a Die Jungen (Els Joves). Mentre els líders del partit veien el parlament com un mitjà de canvi social, Die Jungen pensaven que podia ser el millor dels utilitzats per difondre el missatge socialista. No estaven disposats a esperar el col·lapse de la societat capitalista, com havia predit el marxisme, sinó que volien iniciar una revolució tan aviat com fos possible. Malgrat aquesta ala era més forta a Berlín, Magdeburg i Dresden, també va tenir qualque seguidor a Magúncia, entre ells Rudolf Rocker. El maig de 1890, va començar un cercle de lectura, anomenat Freiheit (Llibertat), per estudiar els temes teòrics més intensament. Després que Rocker criticàs a Jöst i quan es va negar a retractar-se de les seves declaracions, va ser expulsat del partit. El mateix passaria amb la resta de Die Jungen a l'octubre de 1891. No obstant això, va mantenir la seva militància i àdhuc va guanyar influència en el moviment obrer socialista a Magúncia. Tot i que havia descobert ja les idees anarquistes, com a resultat dels seus contactes amb Die Jungen a Berlín, la seva conversió a l'anarquisme no es va produir fins al Congrés Socialista Internacional a Brussel·les l'agost de 1891. Estava decebut en gran manera pels debats en el congrés, ja que, especialment els delegats alemanys, es van negar explícitament a denunciar el militarisme. Estava bastant impressionat pels socialista holandès i després anarquista Domela Nieuwenhuis, que van atacar Liebknecht per la seva falta de militància. Rocker conegué a Karl Hofer, un alemany que operava en el contraban de literatura anarquista de Bèlgica a Alemanya. Höfer li va donar Déu i l'Estat de Mikhaïl Bakunin i La Moral Anarquista de Kropotkin les dues obres anarquistes més influents, així com el diari Autonomie.
Rocker es va convèncer que la font de les institucions polítiques és una creença irracional en una autoritat superior, com declara Bakunin a Déu i l'Estat. No obstant això, Rocker estava contra el rebuig de Rússia cap a la propaganda teòrica i la seva afirmació que només la revolució pot aconseguir un canvi. No obstant això, estava molt atret per l'estil de Bakunin, marcat pel pathos, l'emoció i entusiasme, dissenyat per donar al lector una idea de la calor dels moments revolucionaris. Rocker àdhuc va tractar d'emular aquest estil en els seus discursos, però no resultà molt convincent. Els escrits anarco-comunistes de Kropotkin, d'altra banda, estaven estructurats de manera lògica i contenien una descripció detallada de la futura societat anarquista. La premissa bàsica de treball que un individu té dret a rebre els mitjans bàsics de vida de la comunitat independentment de la seva contribució personal, va impressionar a Rocker.
El 1891, tots els membres de Die Jungen van ser expulsats de l'SPD o el van deixar voluntàriament. Després van fundar la Unió de Socialistes Independents (VUS). Rocker es va convertir en membre del VUS i va fundar una secció local a Magúncia, que es dedicava sobretot a la difusió de la literatura anarquista de contraban procedent de Bèlgica o els Països Baixos a la ciutat. Era un orador habitual a les reunions sindicals. El 18 de desembre de 1892, va parlar en una reunió de treballadors desocupats. Impressionat pel discurs de Rocker, l'orador que va seguir a Rocker, que no era de Magúncia i, per tant, no sabia en quin punt la policia intervindria, aconsellà als desocupats a prendre dels rics, en comptes de passar fam. La reunió es va dissoldre llavors per la policia. L'orador va ser detingut, mentre que amb prou feines Rocker va poder escapar. Va decidir fugir d'Alemanya a París, via Frankfurt. Havia, però, ja ha estat jugant amb la idea d'abandonar el país, per tal d'aprendre nous idiomes, conèixer a grups anarquistes a l'estranger, i, sobretot, per escapar del reclutament.

### París
A París, es va posar per primera vegada en contacte amb l'anarquisme jueu. La primavera de 1893, va ser convidat a una reunió dels anarquistes jueus, a la qual va assistir i de la qual va quedar impressionat. Encara que no era jueu per naixement ni per creences, va acabar freqüentant les reunions del grup, a la llarga donant conferències ell mateix. Salomó Rappaport, més tard conegut com a S. Ansky, va permetre a Rocker viure amb ell, ja que ambdós eren tipògrafs i podrien compartir les eines de Rappaport. Durant aquest període, Rocker també per primera vegada es posà en contacte amb la barreja de les idees anarquistes i sindicalistes representada per la Confederació General del Treball (CGT), que li influïren a llarg termini. El 1895, com a resultat del sentiment antianarquista a França, Rocker va viatjar a Londres per visitar el consolat alemany i examinar la possibilitat del seu retorn a Alemanya, però se li va dir que seria empresonat al seu retorn.

### Londres

#### Primers anys de Rocker a Londres
Rocker va decidir quedar-se a Londres. Va aconseguir un treball com a bibliotecari de la Unió Comunista de Treballadors per l'Educació, on va conèixer Louise Michel i Errico Malatesta, dos anarquistes influents. Inspirat a visitar el barri després de llegir sobre "Darkest London" en les obres de John Henry Mackay, va quedar horroritzat per la pobresa que va veure en especial a l'East End jueu. Es va unir al grup anarquista jueu Arbeter Fraint i com que havia obtingut informació sobre els seus camarades francesos, ràpidament es va convertir en un conferenciant habitual a les seves reunions. Allà, va conèixer a la seva companya de per vida Milly Witkop, una ucraïnesa d'origen Jueu que havia fugit a Londres el 1894. Al maig de 1897, havent perdut el seu treball i amb poques possibilitats de reinserció laboral, Rocker va ser persuadit per un amic per anar a Nova York. Witkop va acordar que acompanyar-lo i van arribar el dia 29. Però, no van ser admesos al país, perquè no estaven casats legalment. Es van negar a formalitzar la seva relació. Rocker va explicar que el seu "lligam era un lliure acord entre la meva dona i jo. Es tracta d'un assumpte purament privat, que només es refereix a nosaltres mateixos, i no necessita la confirmació de la llei." Witkop va afegir: "L'amor és sempre lliure. Quan l'amor deixa de ser lliure és la prostitució." L'assumpte va rebre cobertura de primera plana a la premsa nacional. El Comissionat General d'Immigració, l'expresident de Cavallers del Treball Terence V. Powderly, va aconsellar a la parella casar-se per resoldre l'assumpte, però es van negar i van ser deportats de tornada a Anglaterra en el mateix vaixell en el que havien arribat.
Incapaç de trobar una feina al seu retorn, Rocker va decidir mudar-se a Liverpool. Un ex company de Whitechapel el va convèncer per convertir-se en l'editor d'un setmanari de recent fundació jiddisch anomenat Dos Fraye Vort (La Paraula Lliure), tot i que no parlava aquest idioma en aquell moment. Del diari només van aparèixer vuit edicions, però va portar al grup Arbeter Fraint a rellançar el seu periòdic amb el mateix nom i van convidar a Rocker a tornar a la capital on tendria el càrrec d'editor.

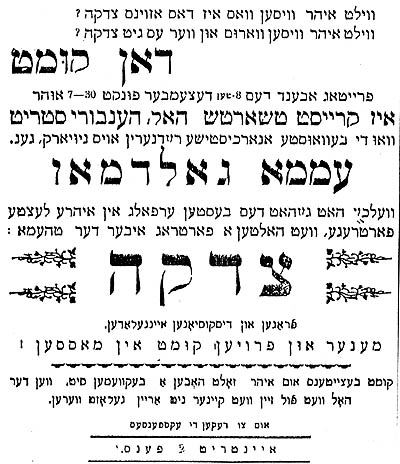
Anunci d'una conferència de 1899 de Emma Goldman a Arbayter Fraynd

Tot i que va rebre alguns fons de jueus de Nova York, la supervivència financera de la revista era precària des del principi. No obstant això, molts de voluntaris ajudaren a la venda del diari a les cantonades i en els tallers. Durant aquest temps, Rocker estava especialment preocupat per la lluita contra la influència del marxisme i el materialisme històric en el moviment obrer jueu a Londres. En total, el Arbeter Fraint publicà vint-i-cinc assajos de Rocker sobre el tema, fent sempre un primer examen crític del marxisme en jiddish, d'acord amb William J. Fishman. L'estat de les finances sempre poc sòlides d'Arbeter Fraint també va significar que Rocker poques vegades rebés el petit sou promès a quan es va fer càrrec de la revista i depenia econòmicament de Witkop. Malgrat els sacrificis de Rocker, però, el periòdic es va veure obligat a interrompre la publicació per falta de fons. El novembre de 1899, la destacada anarquista Emma Goldman va visitar Londres i Rocker la va conèixer per primera vegada. Després de rebre notícies de la situació d'Arbeter Fraint va dur a terme tres conferències per a recaptar fons, però això no va ser suficient.

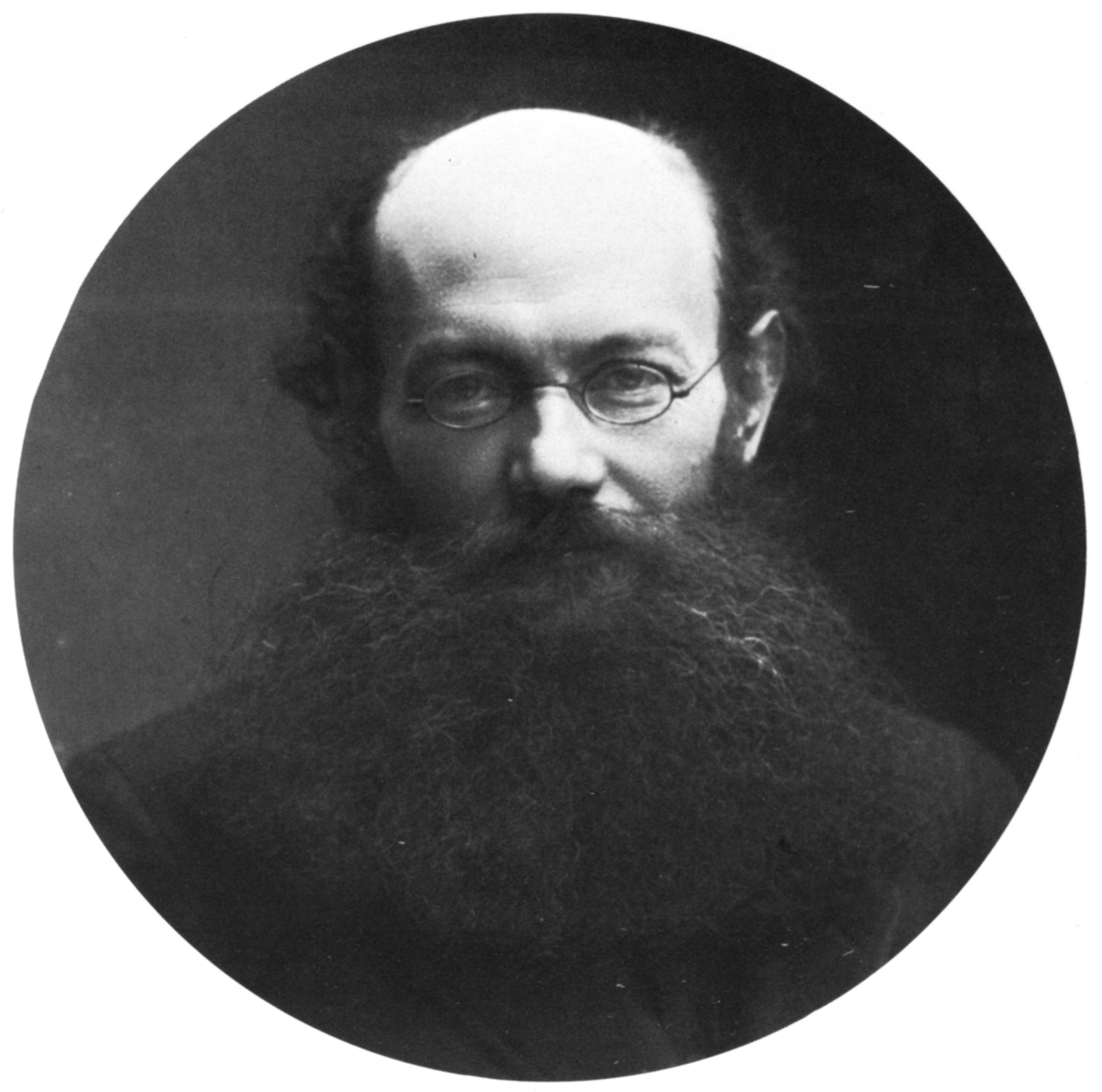
Piotr Kropotkin

No volent quedar-se sense mitjans de propaganda, Rocker va fundar el Germinal el març de 1900. En comparació amb Arbeter Fraint, era més teòric, aplicant el pensament anarquista a l'anàlisi de la literatura i de la filosofia. Representava una maduració del pensament de Rocker cap a l'anarquisme de Kropotkin i sobreviuria fins a març de 1903. El 1902 va veure els jueus a Londres ser el blanc d'una onada de sentiment xenòfob, mentre que Rocker estava absent per un any a Leeds. Quan va tornar al setembre, va veure feliç com els anarquistes jueus havien mantingut viva l'organització Arbeter Fraint. Una conferència de tots els anarquistes jueus de la ciutat el 26 de desembre decidí rellançar el periòdic Arbeter Fraint com a òrgan de tots els anarquistes jueus a Gran Bretanya i París i van nomenar Rocker com a editor. El primer número va aparèixer el 20 de març de 1903. Després del pogrom de Kishinev en l'Imperi Rus, Rocker va encapçalar una manifestació en solidaritat amb les víctimes, la major reunió dels Jueus a Londres. Posteriorment va viatjar a Leeds, Glasgow i Edimburg per donar conferències sobre el tema.

#### Els anys daurats de l'anarquisme jueu

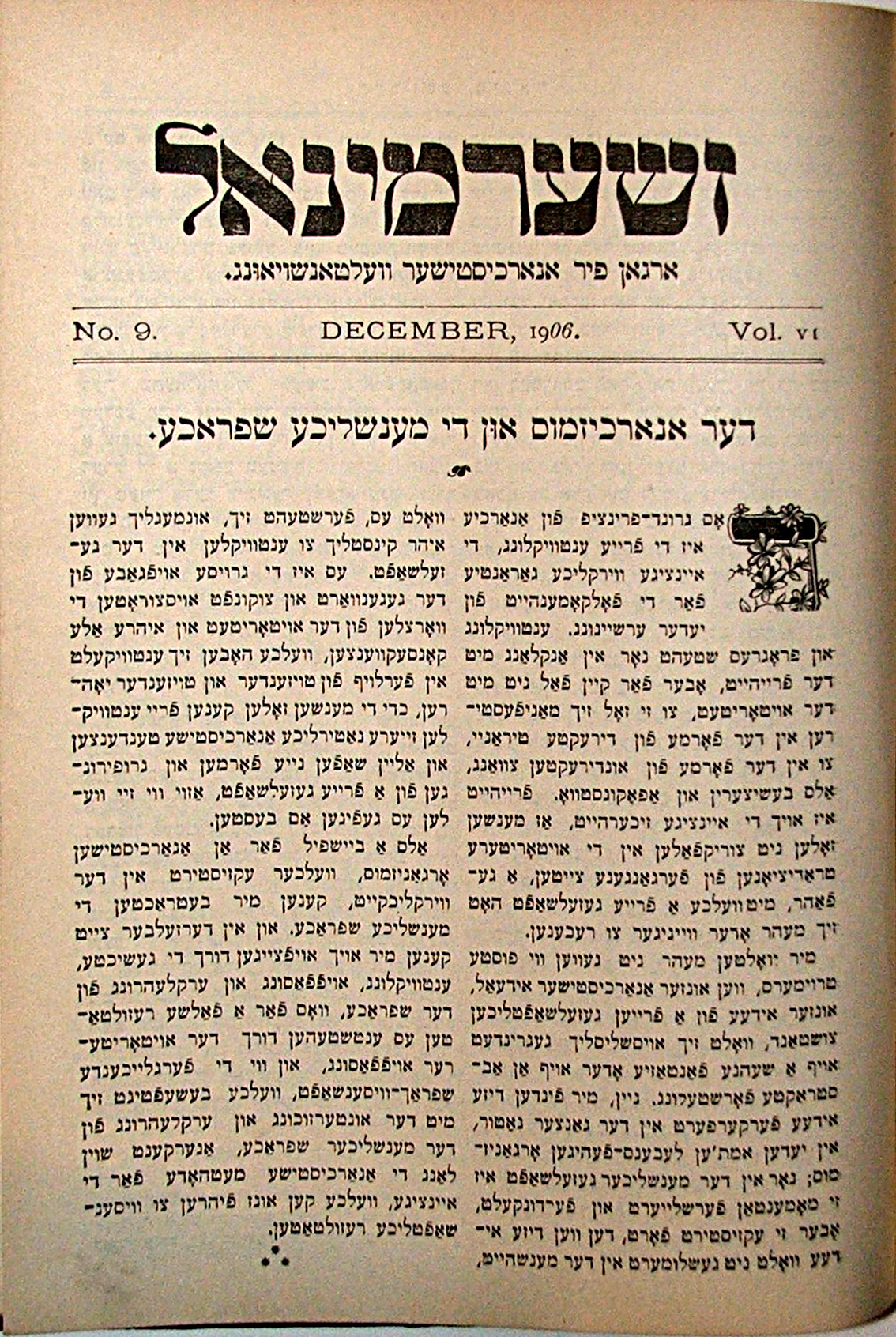
número de desembre de 1906 de Germinal

Des de 1904, el moviment laborista jueu i anarquista a Londres va arribar als seus "anys daurats", segons William J. Fishman. El 1905, es reprèn la publicació de Germinal, que va aconseguir una tirada de 2.500 exemplars un any més tard, mentre que Arbeter Fraint va arribar a tenir una demanda de 5.000 exemplars. El 1906, el grup Arbeter Fraint finalment va arribar a una meta perseguida per molt de temps, la creació d'un club per als treballadors jueus i gentils. El Club Amic dels Treballadors (Workers' Friend Club) va ser fundat a una antiga església metodista al carrer Jubilee. Rocker, en aquell moment un orador molt eloqüent, va esdevenir un ponent habitual. Com a resultat de la popularitat de tots dos: el club i Germinal més enllà de l'escena anarquista, Rocker es va fer amic de molts prominents jueus no anarquistes a Londres, entre ells el filòsof sionista Ber Borochov.
Des del 8 de juny de 1906, Rocker participà en una vaga de treballadors de la confecció. Els salaris i les condicions de treball a l'East End eren molt pitjors que a la resta de Londres i la confecció era la indústria més important. A Rocker se li va demanar pel principal sindicat de la vaga que formés part del comitè de vaga, juntament amb altres dos membres d'Arbeter Fraint. Fou un orador habitual a les reunions dels vaguistes. La vaga va fracassar, perquè els fons de vaga es van acabar. L'1 de juliol, tots els treballadors estaven treballant una altra vegada als seus tallers.

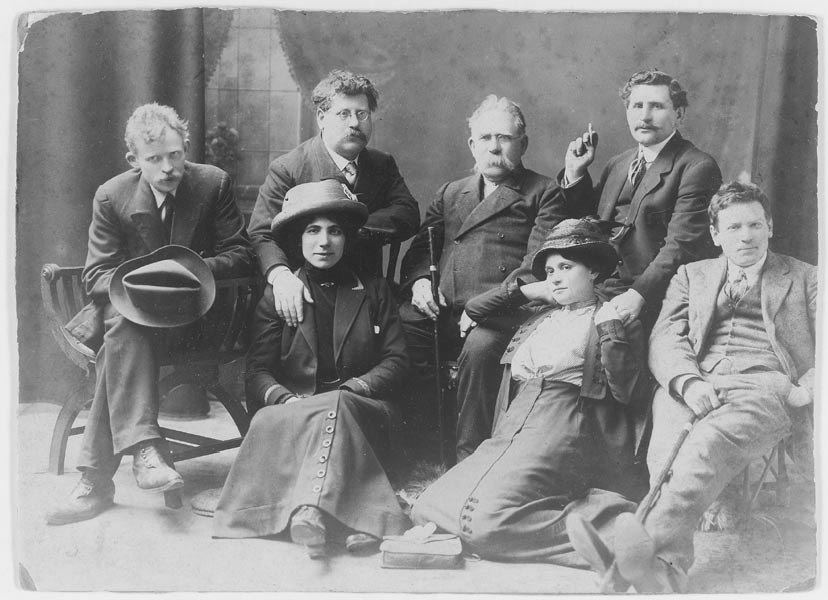
Rudolf Rocker (darrera fila, segon des de l'esquerra) amb diversos anarquistes de Londres, el seu braç sobre l'espatlla de Milly Witkop

Rocker representà la Federació Anarquista al Congrés Internacional d'Amsterdam el 1907. Errico Malatesta i Alexander Shapiro, i ell es van convertir en els secretaris de la nova Internacional Anarquista, que només va durar fins a 1911. El 1907, va néixer el seu fill Fermín. El 1909, durant la seva visita a França, Rocker va denunciar l'assassinat del pedagog anarquista Francesc Ferrer, la qual cosa el va portar a ser deportats de tornada a Anglaterra.
El 1912, Rocker va ser una vegada més una figura important en una vaga dels obrers dels tallers de confecció de Londres. A finals d'abril, 1500 sastres de la West End, que eren més altament qualificats i ben remunerats que els de l'East End, van començar una vaga. Al maig, el nombre total de vaguistes era d'entre 7.000 i 8.000. Atès que gran part del treball del West End estava sent realitzat a l'East End, els sastres del sindicat d'allí, sota la influència del grup Arbeter Fraint, van decidir donar suport a la vaga. Rudolf Rocker, d'una banda va veure això com una oportunitat perquè els sastres d'East End per atacar el sistema d'explotació, però per l'altre tenia por d'una reacció antisemita, si els treballadors jueus romanien inactius. Va fer una crida per anar a la vaga general. La seva crida no va ser seguida, ja que més del setanta per cent dels sastres de l'East End es dedica a peces fetes, treball que no estava vinculat amb la vaga dels treballadors del West End. No obstant això, 13.000 treballadors immigrants de la confecció del East End es van declarar en vaga després d'una assemblea el 8 de maig en la qual va parlar Rocker. Ni un sol dels treballadors van votar en contra d'una vaga. Rocker es va convertir en membre del comitè de vaga i president del Subcomitè de Finances. Va ser el responsable de recollir els diners i altres necessitats pels treballadors en vaga. Per altra banda va publicar l'Arbeter Fraint diàriament per difondre notícies sobre la vaga. Va parlar a les assemblees dels treballadors i manifestacions. El 24 de maig es va dur a terme una reunió de masses per discutir la qüestió de si s'havia d'acceptar un compromís proposat pels empresaris, que no va donar lloc a un compromís d'afiliació al sindicat. Un discurs de Rocker va convèncer els treballadors de continuar amb la vaga. L'endemà, totes les demandes dels treballadors van ser satisfetes.

#### La Primera Guerra Mundial
Rocker es va oposar a les dues parts combatents a la Primera Guerra Mundial per raons internacionalistes. Encara que la majoria al Regne Unit i Europa continental s'esperava una guerra curta, Rocker va predir el 7 d'agost de 1914 "un període d'assassinat en massa, com el món mai ha conegut abans" i va atacar a la II Internacional per no oposar-se al conflicte. Rocker amb alguns altres membres d'Arbeter Fraint va obrir un menjador de beneficència sense preus fixos per alleujar l'empobriment que es va produir amb la Gran Guerra. Hi va haver un debat entre Kropotkin, que va fer costat als aliats i Rocker a l'Arbeter Fraint a l'octubre i novembre. Va anomenar a la guerra "la contradicció de tot allò per què havíem lluitat".
Poc després de la publicació d'aquesta declaració, el 2 de desembre, Rocker va ser detingut i internat com un enemic estranger. Aquest era resultat del sentiment antialemany al país. Arbeiter Fraynd va ser foragitat el 1915. El moviment anarquista jueu a Gran Bretanya mai es va recuperar d'aquests cops.

### Retorn a Alemanya

#### FVdG

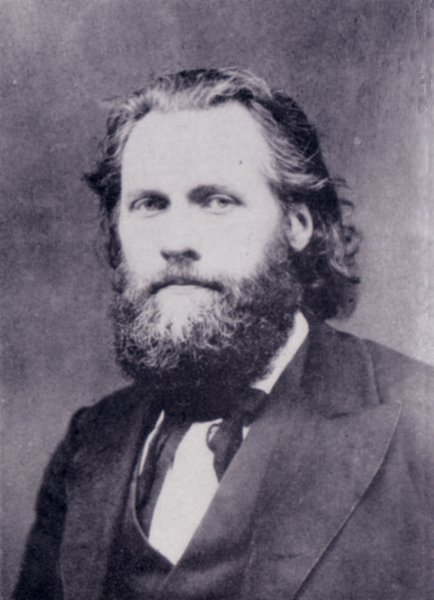
Domela Nieuwenhuis

El març de 1918, Rocker va ser portat als Països Baixos en virtut d'un acord d'intercanvi de presoners a través de la Creu Roja. A Holanda, es va quedar a la casa del líder socialista Domela Nieuwenhuis. Es va recuperar dels problemes de salut que va patir a conseqüència del seu internament al Regne Unit i es va reunir amb la seva esposa Milly Witkop i el seu fill Fermín. Va tornar a Alemanya el novembre de 1918 per invitació de Fritz Kater a reunir-se amb ell a Berlín per tornar a construir l'Associació Lliure de Sindicats d'Alemanya (FVdG). L'FVdG era una federació de treballadors radicals sortida de l'SPD el 1908 i es va convertir cada vegada més en sindicalista i anarquista. Durant la Primera Guerra Mundial, no havia pogut continuar les seves activitats per por a la repressió del govern, però es va mantenir la seva existència com una organització clandestina.
Rocker s'oposa a l'aliança de l'FVdG amb els comunistes durant i immediatament després de la Revolució de Novembre, quan va rebutjar el marxisme, especialment el concepte de la dictadura del proletariat. Poc després d'arribar a Alemanya, però, una vegada més va caure greument malalt. Va començar a donar discursos públics al març de 1919, incloent un discurs a un congrés de treballadors de les fàbriques de municions a Erfurt, on els va instar a deixar de produir material de guerra. Durant aquest període, l'FVdG va créixer ràpidament i la coalició amb els comunistes aviat va començar a enfonsar-se. Finalment tots els membres del sindicat que pertanyien al Partit Comunista van ser expulsats. Del 27 de desembre fins al 30 de desembre de 1919, es va celebrar el XII Congrés nacional de l'FVdG a Berlín. L'organització va decidir esdevenir el Lliure Sindicat de Treballadors d'Alemanya (FAUD) sota una nova plataforma, que havia estat escrita per Rocker: Prinzipienerklärung des Syndikalismus (Declaració de Principis sindicalistes). Rebutjava els partits polítics i la dictadura del proletariat com a conceptes burgesos. El programa només reconegué simplement les organitzacions econòmiques descentralitzades. Encara que va advocar per la propietat pública de la terra, els mitjans de producció, matèries primeres, va rebutjar la nacionalització i la idea d'un estat comunista. Rocker va criticar el nacionalisme com a religió de l'Estat modern i es va oposar a la violència, en canvi va defensar l'acció directa i l'educació dels treballadors.

#### Auge del sindicalisme
A la mort de Gustav Landauer durant l'aixecament de la República Soviètica de Múnic, Rocker es va fer càrrec de la tasca d'edició de les publicacions alemanyes dels escrits de Kropotkin. El 1920, el ministre de defensa socialdemòcrata Gustav Noske, va començar la repressió de l'esquerra revolucionària, que va portar a la presó a Rocker i Fritz Kater. Durant la seva detenció, Rocker va convèncer de l'anarquisme per complet a Kater, que tenia encara alguns ideals socialdemòcrates.
En els anys següents, Rocker va esdevenir un dels escriptors més regulars a l'orgue de la FAUD Der Syndikalist. El 1920, la FAUD va acollir una conferència sindical internacional, que en última instància va conduir a la fundació de l'Associació Internacional de Treballadors (International Workers Association - IWA) el desembre de 1922. Augustin Souchy, Alexander Schapiro, i Rocker van convertir els secretaris de l'organització i Rocker va escriure la seva plataforma. El 1921, va escriure el fullet Der Bankrott des russischen Staatskommunismus (La Fallida del Comunisme d'Estat a Rússia) atacant a la Unió Soviètica. Va denunciar el que considerava una repressió massiva de les llibertats individuals i la repressió dels anarquistes a partir de la purga del 12 d'abril de 1918. Va donar suport en canvi als treballadors que van participar en la Rebel·lió de Kronstadt i el moviment camperol liderat per l'anarquista Nestor Makhno, amb qui es va reunir a Berlín el 1923. El 1924, Rocker publicà una biografia de Johann Most titulada Das Leben Eines Rebelle (La vida d'un rebel). Hi ha moltes semblances entre les biografies dels dos homes. Va ser Rocker, qui va convèncer a l'historiador anarquista Max Nettlau de començar la publicació de la seva antologia Geschichte der Anarchie (Història de l'Anarquia) el 1925.

#### Ocàs del sindicalisme
A mitjans de la dècada de 1920, va començar l'ocàs del moviment sindicalista a Alemanya. La FAUD havia aconseguit el seu màxim d'afiliació al voltant de 150.000 membres el 1921, però després va començar a perdre membres, tant cap al partir Comunista com cap al Partit Socialdemòcrata. Rocker va atribuir aquesta pèrdua d'afiliació a la mentalitat dels treballadors alemanys, acostumats a la disciplina militar, acusant als comunistes d'utilitzar tàctiques similars als nazis per tal d'atraure als treballadors. Al principi només planejant un petit llibre sobre el nacionalisme, va començar a treballar sobre Nacionalisme i Cultura), que seria publicat el 1937 i va esdevenir una de les obres més conegudes de Rocker, del voltant de 1925. El 1925 també va veure la visita de Rocker a Amèrica del Nord en una gira de 162 conferències. Va ser encoratjat pel moviment anarco-sindicalista que es trobà als EUA i Canadà.
Quan va tornar a Alemanya al maig de 1926, va esdevenir cada cop més preocupat per l'auge del nacionalisme i el feixisme. Li va escriure a Nettlau el 1927: "Cada nacionalisme comença amb un Mazzini, però en la seva ombra aguaita un Mussolini". El 1929, Rocker va ser cofundador de la Gilde freiheitlicher Bücherfreunde (Gremi de Bibliòfils Llibertari), una editorial que treballava per publicar l'obra d'Alexander Berkman, William Godwin, Erich Mühsam, i John Henry Mackay. En el mateix any va anar a fer una gira de conferències a Escandinàvia i va quedar impressionat pels anarcosindicalistes que hi havia allà. Quan va tornar, es preguntava si els alemanys eren àdhuc capaços de tenir un pensament anarquista. A les eleccions de 1930, el Partit Nazi va rebre 18,3% dels vots, 6 milions en total. Rocker estava preocupat: Quan els nazis arribin al poder, seguirem tots el camí de Landauer i Eisner"(que van ser assassinats pels reaccionaris en el curs de la revolució de la República Soviètica de Múnic)."

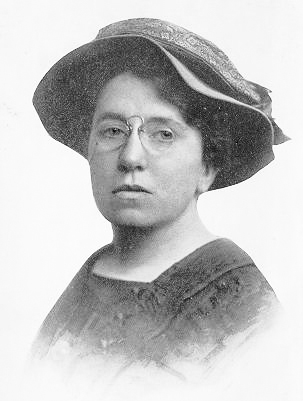
Emma Goldman

El 1931, Rocker va assistir al Congrés de la AIT a Madrid i després a la inauguració del monument a Nieuwenhuis a Amsterdam. El 1933, els nazis van arribar al poder. Després de l'incendi del Reichstag el 27 de febrer, Rocker i Witkop decidiren sortir d'Alemanya. Quan sortien van rebre la notícia de l'arrest d'Erich Mühsam. Després de la seva mort el juliol de 1934, Rocker escriuria un pamflet anomenat Der Leidensweg Erich Mühsams (La vida i el sofriment d'Erich Mühsam) sobre el destí de l'anarquista. Rocker va arribar a Basilea, Suïssa el 8 de març amb l'últim tren que va travessar la frontera sense ser buscat. Dues setmanes més tard, Rocker i la seva esposa es va unir a Emma Goldman a Saint Tropez, França. Allà va escriure Der Weg ins Dritte Reich (El camí cap al Tercer Reich) sobre els esdeveniments a Alemanya, que només es publicaria en castellà.
Al maig, Rocker i Witkop es van traslladar una altra vegada a Londres. Allà Rocker hi va ser ben rebut per molts dels anarquistes jueus que havien viscut i lluitat al seu costat durant molts d'anys. Va fer conferències per tota la ciutat. Al juliol, va assistir a una reunió extraordinària de l'AIT a París, que va decidir passar de contraban seu òrgan Die Internationale a l'Alemanya nazi.

### Estats Units

#### Primers anys
El 27 d'agost, Rocker amb la seva dona va emigrar a Nova York. Allà es van reunir amb Fermín que s'havia quedat allà després d'acompanyar al seu pare en la seva gira de conferències de 1929 als EUA. La família de Rocker es va traslladar a viure amb una germana de Witkop a Towanda (Pennsilvània), on vivien moltes famílies amb punts de vista socialista llibertari o progressista. A l'octubre, Rocker va fer una gira als EUA i Canadà parlant sobre el racisme, el feixisme, la dictadura, el socialisme en anglès, jiddisch i alemany. Va trobar molts dels seus companys jueus de Londres, que havien emigrat a Amèrica, i es va convertir en un escriptor regular per Freie Arbeiter Stimme, un diari anarquista jueu. Va tornar a Towanda a l'estiu de 1934, Rocker va començar a treballar en una autobiografia, però les notícies de la mort d'Erich Mühsam el va portar a aturar el seu treball. Estava treballant en Nacionalisme i Cultura, quan la Guerra Civil espanyola que va esclatar el juliol de 1936 va infondre un gran optimisme a Rocker. Va publicar un fullet La veritat sobre Espanya i va contribuir a La Revolució Espanyola, un diari quinzenal especial publicat pels anarquistes americans per informar sobre els esdeveniments a Espanya. El 1937, va escriure La Tragèdia d'Espanya, que analitzava els fets amb més detall. El setembre del 1937, Rocker i Witkop es va traslladar a la comuna llibertària Mohegan Colony a uns 80 km de la ciutat de Nova York.

#### Nacionalisme i cultura i anarcosindicalisme
El 1937, Nacionalisme i Cultura, en què havia començat a treballar al voltant de 1925, es va publicar finalment amb l'ajut dels anarquistes de Chicago amb els que Rocker s'havia reunit el 1933. Una edició en castellà es va publicar en tres volums a Barcelona, el bastió dels anarquistes espanyols. Aquesta seria la seva obra més coneguda. En el llibre, Rocker traça els orígens de l'Estat en la religió afirmant que "tota aquesta política és religió en última instància": tant esclavitzar al seu creador mateix, l'home, tots dos afirmen ser la font del progrés cultural. El seu objectiu és demostrar l'afirmació que la cultura i el poder són conceptes essencialment antagònics. Aplica aquest model a la història humana, l'anàlisi de l'edat mitjana, la, el Renaixement la Il·lustració, i la moderna societat capitalista i la història del moviment socialista. Conclou advocant per un "nou socialisme humanista".
El 1938, Rocker publicà una història del pensament anarquista, on es va remuntar fins als temps antics, sota el nom d'Anarcosindicalisme. Una versió modificada de l'assaig que es publicaria en la col·lecció de la sèrie Biblioteca Filosòfica de European Ideologies sota el nom d'Anarquisme i Anarcosindicalisme el 1949.

#### La Segona Guerra Mundial,Pioners de la Llibertat Americana, i últims anys
El 1939, Rocker es va haver de sotmetre a una operació seriosa i es va veure obligat a renunciar a fer gires de conferències. No obstant això, en el mateix any, es va crear pels anarquistes a los Angeles el Comitè de Publicacions de Rocker per traduir i publicar escrits de Rocker. Molts dels seus amics van morir en aquesta època: Alexander Berkman el 1936, Emma Goldman el 1940, Max Nettlau el 1944, i molts més van ser empresonats durant el règim nazi als camps de concentració.
Encara que Rocker s'havia oposat al seu mestre Kropotkin pel seu suport als aliats durant la Primera Guerra Mundial, Rocker va sostenir que l'esforç dels aliats en la Segona Guerra Mundial va ser just, ja que en última instància va conduir a la preservació dels valors llibertaris. Tot i que veu tots els estats com un aparell coercitiu que ha de garantir l'explotació econòmica de les masses, va defensar les llibertats democràtiques, que ell considerava el resultat d'un desig de llibertat del públic il·lustrat. Aquesta posició va ser criticada per molts d'anarquistes americans, que no donaven suport a cap guerra.
Després de la Segona Guerra Mundial, va fer una crida a Fraye Aberter Shtime detallant la situació dels anarquistes alemanys i va instar els nord-americans per donar-los suport. Al febrer de 1946, l'enviament de paquets d'ajuda als anarquistes a Alemanya va esdevenir una operació a gran escala. El 1947, Rocker publicà Zur Betrachting der Lage in Deutschland (Mirant un Retrat de la Situació a Alemanya) sobre la impossibilitat d'un altre moviment anarquista a Alemanya. Es va convertir en el primer escrit anarquista posterior a la Segona Guerra Mundial distribuït a Alemanya. Rocker pensava que els joves alemanys eren totalment cínics o inclinats al feixisme, i s'hauria d'esperar una nova generació abans que l'anarquisme pogués florir una vegada més al país. No obstant això, es va fundar la Federació de Socialistes Llibertaris (FFS) el 1947 per antics membres del FAUD. Rocker va escriure en el seu òrgan, Die Freie Gesellschaft, que va sobreviure fins a 1953. El 1949, Rocker va publicar un altre treball ben conegut. A Pioners de la llibertat Americana, (Pioneers of American Freedom) una sèrie d'assaigs, detalla la història del pensament anarquista i liberal als Estats Units, tractant de desacreditar la idea que el pensament radical era aliè a la història i la cultura nord-americana i havia estat importat pels immigrants. En el seu vuitantè aniversari el 1953, es va celebrar un sopar a Londres en honor de Rocker. Es van llegir missatges de gratitud de la talla de Thomas Mann, Albert Einstein, Herbert Read, i Bertrand Russell.

## Obres
- Nacionalisme i cultura
- Anarcosindicalisme: Teoria i Pràctica
- Pioners de Llibertat Americana
- La tragèdia d'Espanya
- Anarquisme i anarcosindicalisme
- Els anys de Londres